# Karim Adippe
Karim Danielo Adippe Quijano (Montevideo, 15 de mayo de 1973) es un exfutbolista uruguayo. Jugaba como delantero y su último club fue el Victoria de Honduras. Jugó la Copa Libertadores con Nacional y la Copa UEFA con Slavia Praga. En Argentina vistió las casacas de Belgrano, Chacarita Juniors y Huracán

## Clubes
- Bella Vista 1991
- Defensor 1992
- Montevideo Wanderers  1993
- Progreso 1994
- Huracán Buceo 1995 - 1996[2]
- Nacional 1997[3]
- Rampla Juniors 1998
- Slavia Praga 1998 - 1999[3]
- Quing Dao Sea 1999
- Huracán Buceo 2000
- Chacarita Juniors 2000
- Xamax 2001
- Huracán Buceo 2001
- Huracán 2002
- Belgrano 2003[3]
- Huracán Buceo 2003
- Sport Boys 2004
- Olimpia 2004
- Macará 2005
- Cartaginés 2005[4]
- Deportivo Marquense 2006
- Uruguay Montevideo 2006
- Fénix 2007
- Miramar Misiones 2007
- Victoria 2008